# 康定三毛草
康定三毛草（学名：Trisetum clarkei var. kangdingensis）为禾本科三毛草属下的一个变种。

## 扩展阅读
- 維基物種上的相關：康定三毛草